# أندرو تشين (لاعب كرة قاعدة)
أندرو تشين هو لاعب كرة قاعدة صيني، ولد في 22 سبتمبر 1992 في نيوتن في الولايات المتحدة.

## وصلات خارجية
- أندرو تشين على موقع دوري كرة القاعدة الرئيسي (الإنجليزية)
- أندرو تشين على موقعبيزبول رفرنس.كوم (الدوري الثانوي) (الإنجليزية)